# مردانقم (خداآفرین)
مردانقم یکی از روستاهای استان آذربایجان شرقی و مرکز دهستان دیزمار شرقی بخش منجوان شهرستان خداآفرین می‌باشد. بر اساس سرشماری ۱۳۸۵، جمعیت روستا ۷۳۰ نفر در ۱۷۶ خانوار است. این آمار در سال ۱۳۹۰ به ۶۰۵ نفر در ۲۰۵ خانوار تغییر کرده بود.

## تاریخچه
نخستین بار در کتاب نزهةالقلوب حمداله مستوفی از مردانقم یاد شده‌است. عین نوشته بدین قرار است: " مردان نقیم (مردان نعیم) ولایتی است، کوانی یا کوالی (کوافی) و کلام و جرم از معظّمات آن. حاصلش غلّه، انگور و میوه نیکو باشد و بعضی مواضع در کنار ارس واقع شده، حقوق دیوانیش هشت هزار و هفتصد دینار است' مستوفی در جای دیگر می‌نویسد، "زنگیان چند پاره دیه است و اکنون داخل مردانقم...". " اینکه مستوفی میزان مالیات مردانقم را از مالیات کلیبر بیشتر ذکر کرده‌است که نشانگر اهمیت و موقعیت استراتژیک مردانقم در هفتصد سال قبل می‌باشد.
در اواخر دهه ۱۳۲۰، بر اساس جلد چهارم فرهنگ جغرفیایی ایران، مردانقم ۶۳۹ تن سکنه داشت.
مردانقم، در سال ۱۳۶۶، به تصویب هیئت وزیران مرکز دهستان دهستان دیزمار شرقی تعیین شد.

## اقتصاد
باغداری و زنبورداری شغل اصلی اهالی می‌باشد. انار و انگور این ناحیه دارای ظاهر و طعم مطبوع منحصر بفردی می‌باشند و می‌توانند به مدتی بیش از شش ماه بدون نیاز به سردخانه تازگی خود را حفظ کنند. این قابلیت، حدود دو قرن پیش از این، مورد توجه دیپلمات انگلیسی، رابرت میگنان، قرار گرفته‌است. عسل تولیدی روستا، به خاطرکیفیت مطلوب وخوش رنگی وقیمت پایین در مقایسه با عسل روستاهای مرتعی ناحیه ارسباران، مانند عباس‌آباد، مشتری بیشتری دارد. پایین بودن قیمت مرهون بهره‌وری بالا و تخصص زنبورداران است.

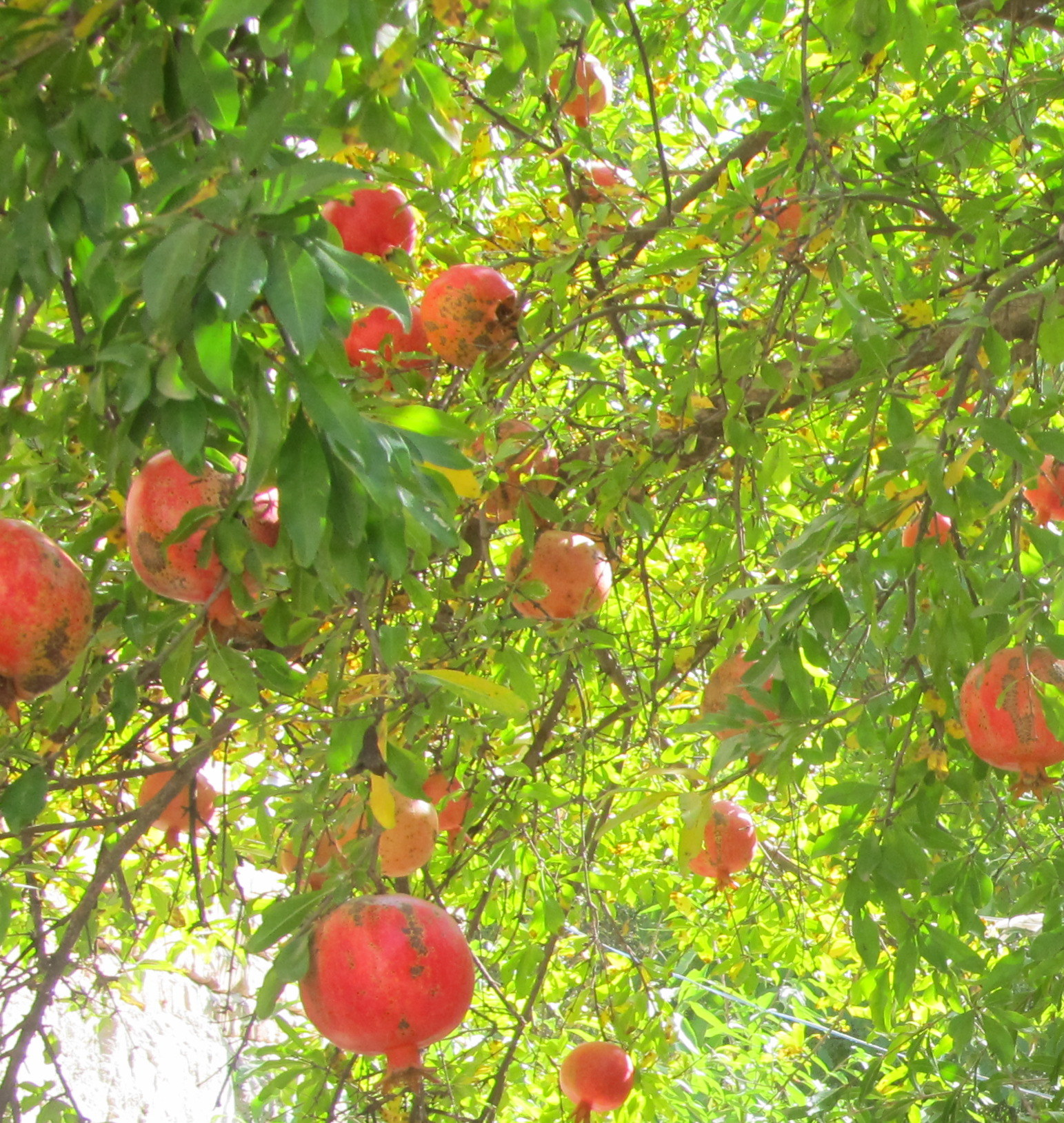
انار گول آبشا (به اصطلاح محلی گولؤشه «golöşa".

## اولین جشنوارهاناردر مردانقم
در سال ۱۳۸۸ و در دوران بخشداری آقای اسداللهی و با برنامه‌ریزی و مدیریت ایشان، در اواخر مهر ماه برگزار شد و سال بعد نیز دومین جشنواره انار مردانقم باز با مدیریت بخشدار وقت آقای اسداللهی برگزار شد. از آن سال برگزاری جشنواره وارد تقویم سالانه شهرستان شد. جاذبه اصلی این جشنواره اجرای موسیقی عاشقی توسط عاشقهای معروف منطقه ارسباران است.

## قلعه مردانقم
قلعه مردانقم قبل از اسلام احداث شده‌است. در عصر حکومت خوارزمشاهیان مدت‌ها از آن به عنوان زندان سیاسی استفاده می‌کردند و عده‌ای از رجال و دربانیان و امرای قصر را محکوم و در قلعه مذکور زندانی می‌نمودند.

این قلعه  را که گاها به اشتباه به دیگر نام  نیز بکار می برند در روبروی  روستای کوانق  و کاملاً در اراضی مردانقم واقع است و نام اصلی و حقیقی آن قلعه مردانقم می باشد.